# Mikroregion Pelotas

Mikroregion Pelotas

Mikroregion Pelotas – mikroregion w brazylijskim stanie Rio Grande do Sul należący do mezoregionu Sudeste Rio-Grandense. Ma powierzchnię 10.256,1 km²

## Gminy
- Arroio do Padre
- Canguçu
- Capão do Leão
- Cerrito
- Cristal
- Morro Redondo
- Pedro Osório
- Pelotas
- São Lourenço do Sul
- Turuçu